# Масуд, Афаг
Афаг Масуд (род. 3 июня 1957, Баку) — азербайджанская писательница и драматург. Председатель правления Центра Перевода Азербайджана. Кавалер ордена «Слава» (2017), Народный писатель Азербайджана (2019), Заслуженный деятель искусств Азербайджана (2005), лауреат персональной пенсии Президента Азербайджанской Республики (2025). Действительный член Петровской Академии Наук и Искусств (ПАНИ). Главный редактор журнала мировой литературы «Хазар». 

## Творчество
Известна как автор романов и рассказов, автор пьес «У порога», «Меня Он любит», «В пути», «Роль на прощание», «Кербела», «Мансур Халладж».
По пьесам «У порога», «Меня Он любит» поставлены спектакли на сцене Азербайджанского Государственного театра «ЙУХ», спектакль по пьесе «Роль на прощание» был поставлен на сцене Азербайджанского Государственного Национального Академического Драматического театра.
Книги А. Масуд переведены и изданы в разных странах мира.
Автор переводов романа «Осень патриарха» (Г. Г. Маркеса), «Паутина земли» (Т. Вулфа), древних суфийских рукописей – «Истина о бытие» М. Насафи, «Эликсир счастья», «Письмо сыну», «Божественное знание» А. Газали, «Мекканские откровения» Ибн ал-Араби, произведения Джалаладдина Руми и других суфийских мыслителей.
В 2000 году в Венском университете защищена докторская диссертация по творчеству Афаг Масуд (С. Доган «Женские образы в европейском востоковедении»).

## Награды
За заслуги развитии театрального искусства неоднократно награждалась медалью ТюрКСОЙ.
В 2005 году удостоена почётного звания «Заслуженный деятель искусств Азербайджана».
В 2015 году стала победителем «Международного конкурса сценических произведений», учрежденного Министерством культуры Турции, ТЮРКСОЙ и Союзом писателей Евразии.
В 2017 году за заслуги в развитии переводческого дела в Азербайджане награждена президентом Ильхамом Алиевым орденом «Слава». Удостоена медали ТЮРКСОЙ.
В 2019 году распоряжением Президента Ильхама Алиева за заслуги в развитии азербайджанской культуры была удостоена почётного звания «Народный писатель».
В 2025 году 16 января за заслуги в развитии азербайджанской литературы удостоена персональной пенсии Президента Азербайджанской Республики.

## Изданные книги
- «На третьем этаже». Баку: «Гянджлик», 1979 год.
- «Субботний вечер». Баку: «Язычы», 1984 год.
- «Субботний вечер». Москва: «Советский писатель», 1991 год.
- «Переход» (повести и рассказы). Баку: «Язычы», 1988 год.
- «Одна». Баку: «Гянджлик», 1992 год.
- «Процессия». Баку: «Центр Перевода Азербайджана», 1994 год.
- «Свобода» (роман, эссе, рассказы). Баку: «Центр Перевода Азербайджана», 1998 год.
- «Роман, эссе, рассказ» – Баку, «Министерство Культуры Азербайджана», 1999 год.
- «Писание» (роман, эссе, рассказы). Баку: «Ганун», 2005 год.
- «Иоанн II» (роман-рассказ). Баку: «Мутарджим», 2009 год.
- «Избранные произведения». В двух томах. Баку: «Наука и литература», 2012 год.
- «Роман-рассказ». Баку: «Евразия-Пресс», 2012 год.
- «Процессия». Анкара: «Бенгю», 2015 год.
- «К свету». Тегеран:  «Нохбеган», 2015 год.
- «Тюлень». Tегеран: «Пинар», 2011 год.
- «Процессия». Tегеран:  «Шураферин», 2016 год.
- «Процессия». Tегеран:  «Ферсар», 2016 год.
- «Избранное». Москва: «Художественная литература», 2017 год.
- «Свобода». Киев: «Друге дихання», 2017 год